# Dálnice A6 (Rakousko)
Dálnice A6, někdy nazývána jako Severovýchodní dálnice (německy Autobahn A6 nebo Nordost Autobahn), je 22 kilometrů dlouhá rakouská dálnice. Začíná na křižovatce s dálnicí A4 u Bruckneudorfu a vede východním směrem k slovenským hranicím, kde se u Kittsee napojuje na dálnici D4.
Výstavba dálničního spojení mezi Vídní a Bratislavou se v plánech poprvé objevila v roce 1995. Následovalo posuzování jednotlivých variant a příprava projektu, přičemž definitivní projekt byl schválen v roce 2003. Výstavba začala 26. listopadu 2004 a celá dálnice byla do provozu uvedena 20. listopadu 2007.

## Dálniční křižovatky
- Bruckneudorf (km 0) – dálnice A4 (E58, E60)